# Сцегенный, Пётр

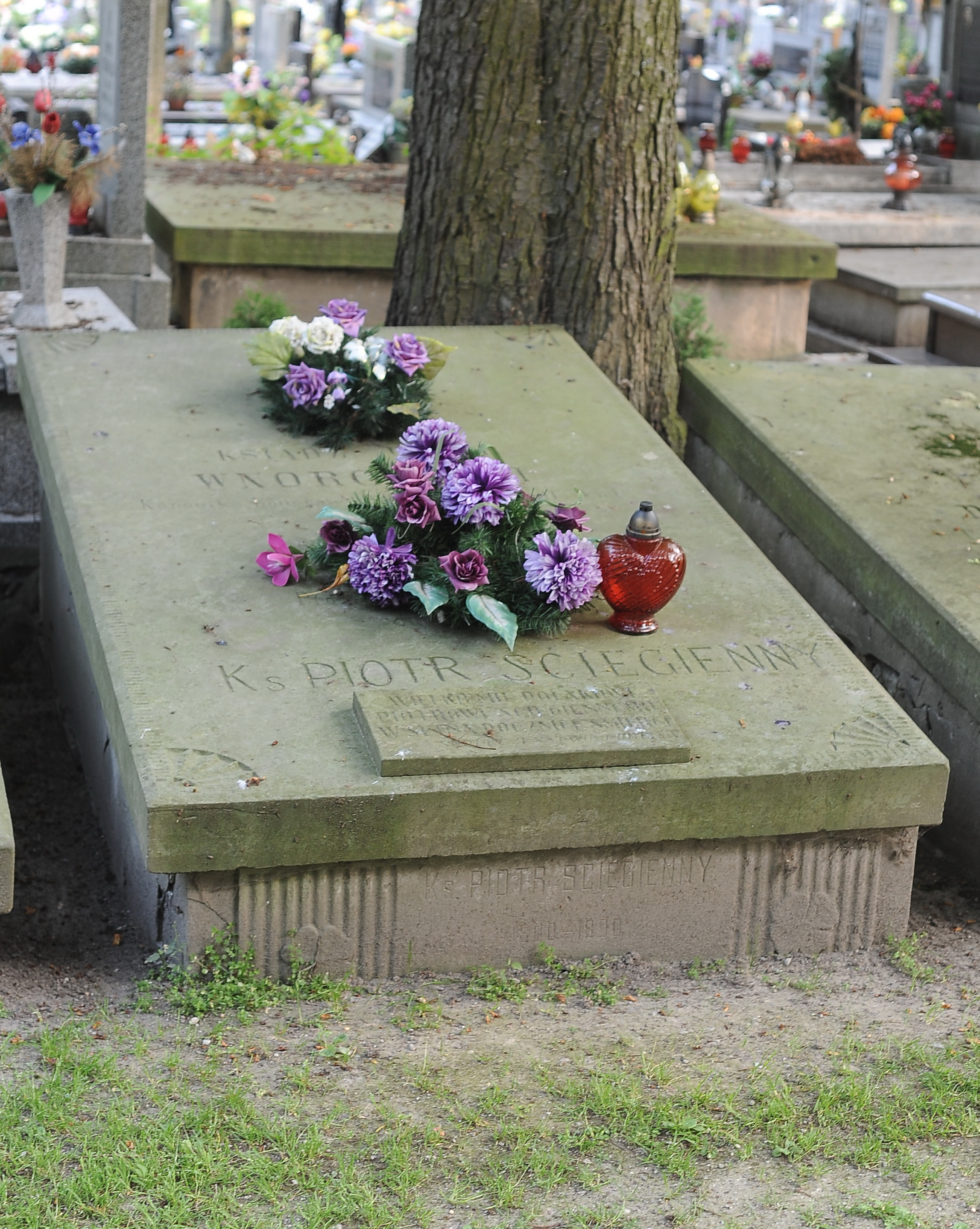
Могила Петра Сцегенного, Кладбище на улице Липовой, Люблин

Пётр Сцеге́нный (пол. Piotr Ściegienny; 19 (31) января 1801, село Бильча, Королевство Галиции и Лодомерии — 6 ноября 1890, Люблин, Царство Польское, Российская империя) — польский католический священник, революционер.

## Биография
Родился 19/31 января 1801 г. в крестьянской семье в селе Бильча вблизи города Кельце. В 1827 г. вступил в орден пиаристов, был учителем в школе в г. Ополе. В 1833 г. вступил в должность викария храма в селе Вильколаз. В марте 1844 г. был назначен священником Ходельского прихода.
Став священником, Сцегенный с конца 1830-х гг. начал революционную пропаганду среди крестьян, используя специально написанные им произведения («Золотая книжечка, или История рода человеческого», «Афоризмы об устройстве человеческого общества» и др.), а также подложную папскую буллу («Послание Папы Григория к земледельцам, ремесленникам, крестьянам, мещанам и солдатам, к лакеям, писарям и экономам, присланное из Рима»), в которых осуждались социальное неравенство и эксплуатация, доказывалась справедливость революции крестьян и мещан против дворян и королей, выдвигался лозунг единения простых людей разных национальностей. Программа Сцегенного легла в основу созданной им тайной крестьянской организации, кроме того Сцегенный установил контакт с варшавской группой Содружества польского народа.
Созданная Сцегенным революционная крестьянская организация готовила в октябре 1844 года восстание в Люблинской и Радомской губерниях Царства Польского. Но среди заговорщиков оказался доносчик, и накануне восстания Сцегенный и его ближайшие соратники были арестованы.
Суд приговорил Сцегенного к смертной казни через повешение, которая уже на эшафоте была заменена бессрочной каторгой и лишением права исполнять обязанности священника. Каторгу Сцегенный отбывал в Александровском заводе Нерчинского округа Иркутской губернии с 1846 г. по 1856 г., когда по манифесту Александра II, изданному в день коронации, Сцегенный был освобожден от каторжных работ, но «оставлен на жительство в Восточной Сибири».
Находясь в Сибири, Сцегенный был одним из руководителей организации польских ссыльных, носившей название «Огул». Целью организации было «сохранение между её членами народности, нравственности и взаимная братская помощь».
В 1858 г. был доставлен на жительство в Пермь, где проживал до 1863 года под гласным надзором полиции. В 1863 г. он был переведен в Соликамск, где прожил до 1871 г., когда ему было позволено вернуться на родину, где он до самой смерти служил священником в одном из приходов. Умер в Люблине и был похоронен на кладбище на улице Липовой.

## Память
Упоминается в песне Яна Петржака Żeby Polska była Polską (рус. Чтобы Польша была Польшей) (1981):
Zrzucał uczeń portret cara, 

Ksiądz Ściegienny wznosił modły 

Opatrywał wóz Drzymała, 

Dumne wiersze pisał Norwid...